# 马兰日
马兰日（法語：Maringes，法語發音：[maʁɛ̃ʒ]）是法国卢瓦尔省的一个市镇，位于该省东部偏南，属于蒙布里松区。

## 地理
马兰日（45°39'42"N, 4°21'5"E）面积9.17 平方千米，位于法国奥弗涅-罗讷-阿尔卑斯大区卢瓦尔省，该省份为法国中南部省份，北起顺时针与索恩-卢瓦尔省、罗讷省、伊泽尔省、阿尔代什省、上盧瓦爾省、多姆山省和阿列省接壤。
与马兰日接壤的市镇（或旧市镇、城区）包括：维里塞勒、维里尼厄、福雷地区贝勒加德、沙泽勒叙里昂、圣西尔莱维涅。
马兰日的时区为UTC+01:00、UTC+02:00（夏令时）。

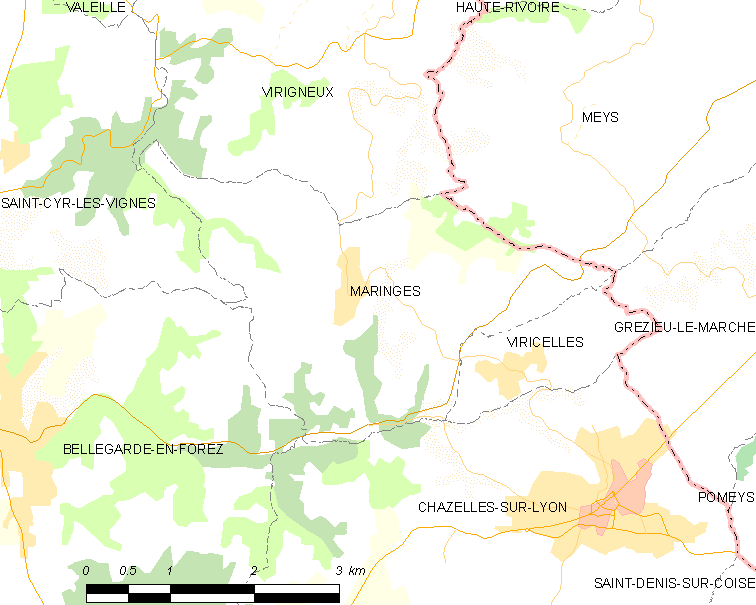
马兰日的OSM定位图

## 行政
马兰日的邮政编码为42140，INSEE市镇编码为42138。

## 政治
马兰日所属的省级选区为弗尔县。

## 交通
法国国道N89线经过境内南部，卢瓦尔省省道D103线经过市中心。

## 人口

1962-2008年间马兰日人口变化图示

马兰日于2022年1月1日时的人口数量为679人。